# Hanshi
Hanshi est un maître dans le système des grades japonais dans les arts traditionnels (go, shakuhachi, etc.) et les arts martiaux. En karaté, le titre de hanshi ne s'obtient, en principe, que plus de 15 ans après celui de kyoshi et 55 ans révolus. Le titre de hanshi a été créé à la Dai Nippon Butoku Kai (General Corporation) prestigieuse organisation qui est sous l'égide de la famille impériale et du gouvernement japonais.
- Hanshi (範士) : maîtrises intérieure et extérieure unifiées, grades du 8e au 10e dan (âge minimal de 60 ans).

## Quelques récipiendaires du titre
- Kazuo Ito, hanshi, meijin judo
- Shizuya Sato, hanshi, hanshi nihon jujutsu and hanshi judo
- Gogen Yamaguchi, hanshi karatedo
- Tatsuo Suzuki, hanshi karatedo
- Minoru Hirai, hanshi aïkido
- Hirokazu Kanazawa, hanshi karatedo
- Kazuo Sakai, hanshi karatedo
- Kiyohide Shinjō, hanshi karatedo
- André Cognard, hanshi aïkido
- Frédérique Dupertout, hanshi karatedo
- Robert Boudrez, hanshi aïkido par la FIAMT
- Patrick Dimayuga, hanshi Hachidan (8e dan), DNBK aïkido
- Fern Cleroux, hanshi (10e dan) Canadian Karate Association
- Jean Pierre Cortier, hanshi aïkido
- Lucien Forni, hanshi aïkido
- Hubert Thomas, hanshi aïkido
- Georges Stobbaerts, hanshi aïkido
- Adolphe Schneider, hanshi karatedo AKSER
- Jean-Noël Blanchette, hanshi (8e dan) karatedo DNBK
- Roland Hernaez, hanshi (10e dan) Nihon taijitsu
- Gérard Mène (Smilodon) "hanshi" [Kempô - Karate]
- Daniel Blanchet (France) Hanshi Daito Ryu Aiki Bu Jutsu Rengokai Japon (2006)
- Malcolm Phipps (UK) 9e dan, Hanshi Karatedo
- Charlie Lenz (Suisse) "hanshi" jiu-jitsu - ANJ
- Camille Benichou (Fr) Hanshi 範士 Karaté IBA - EBF - ATKA & Soke 宗家 Karaté Vajra 空手 金剛杵  IFOMA (INDIA Branch) & IBA
- Kenyu CHINEN, hanshi karatedo  Shorin-Ryu
- Jean-Claude Piatti (Fr) Hanshi Aïki Jutsu - Kokusaï 国際協会
- Didier SIMON (B) Hanshi 8e dan Karatedo ISKU

## Galerie

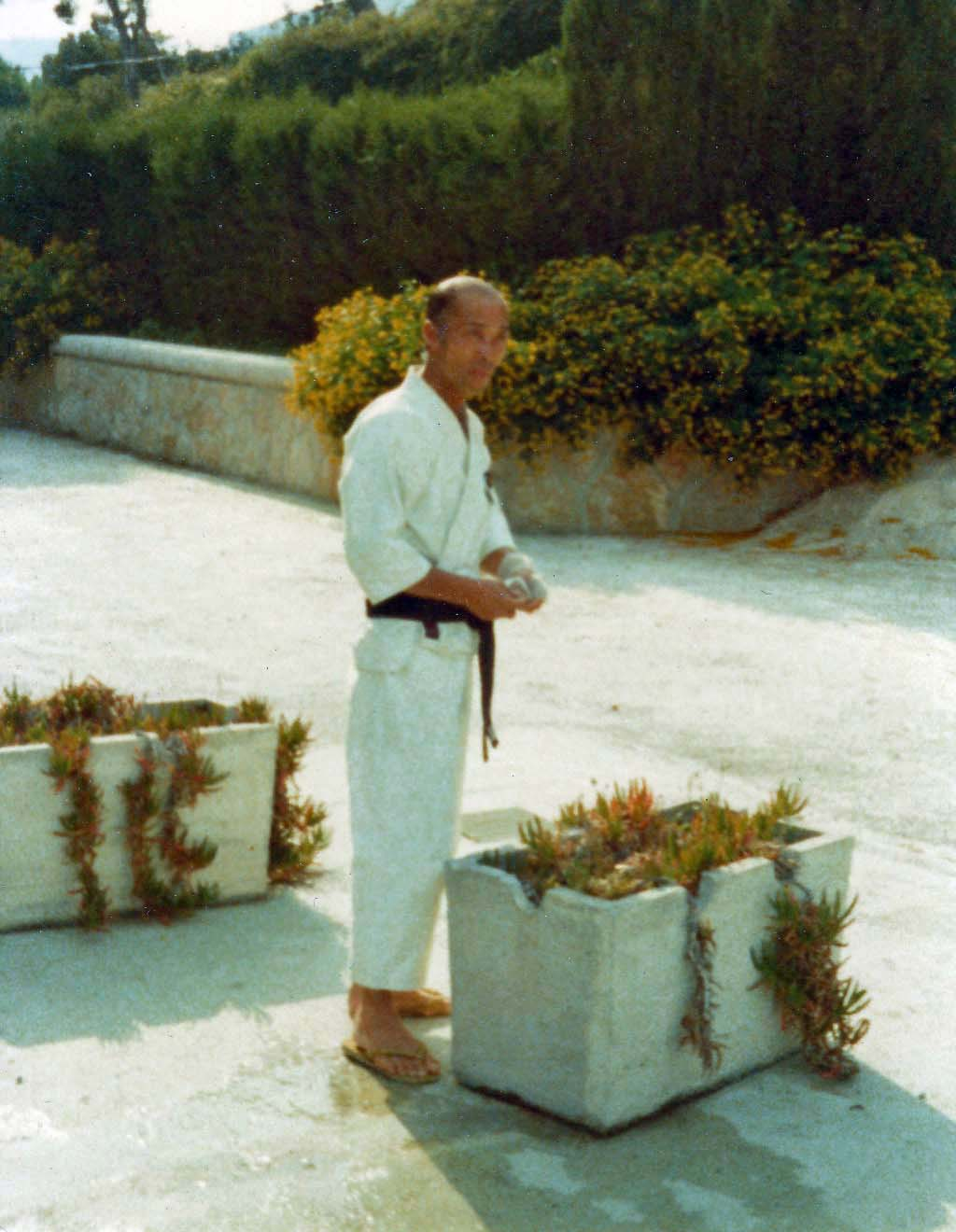
Tatsuo Suzuki, 8e dan[3] de karaté
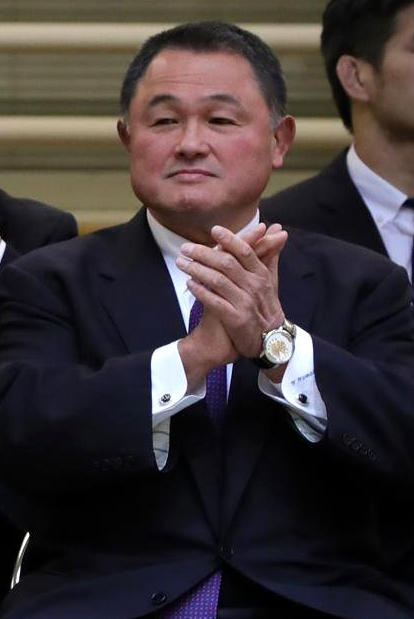
Yasuhiro Yamashita, 8e dan de judo